# Sapromyza schwarzi
Sapromyza schwarzi är en tvåvingeart som beskrevs av Malloch 1928. Sapromyza schwarzi ingår i släktet Sapromyza och familjen lövflugor.
Artens utbredningsområde är Guatemala. Inga underarter finns listade i Catalogue of Life.